# Eisstromnetz

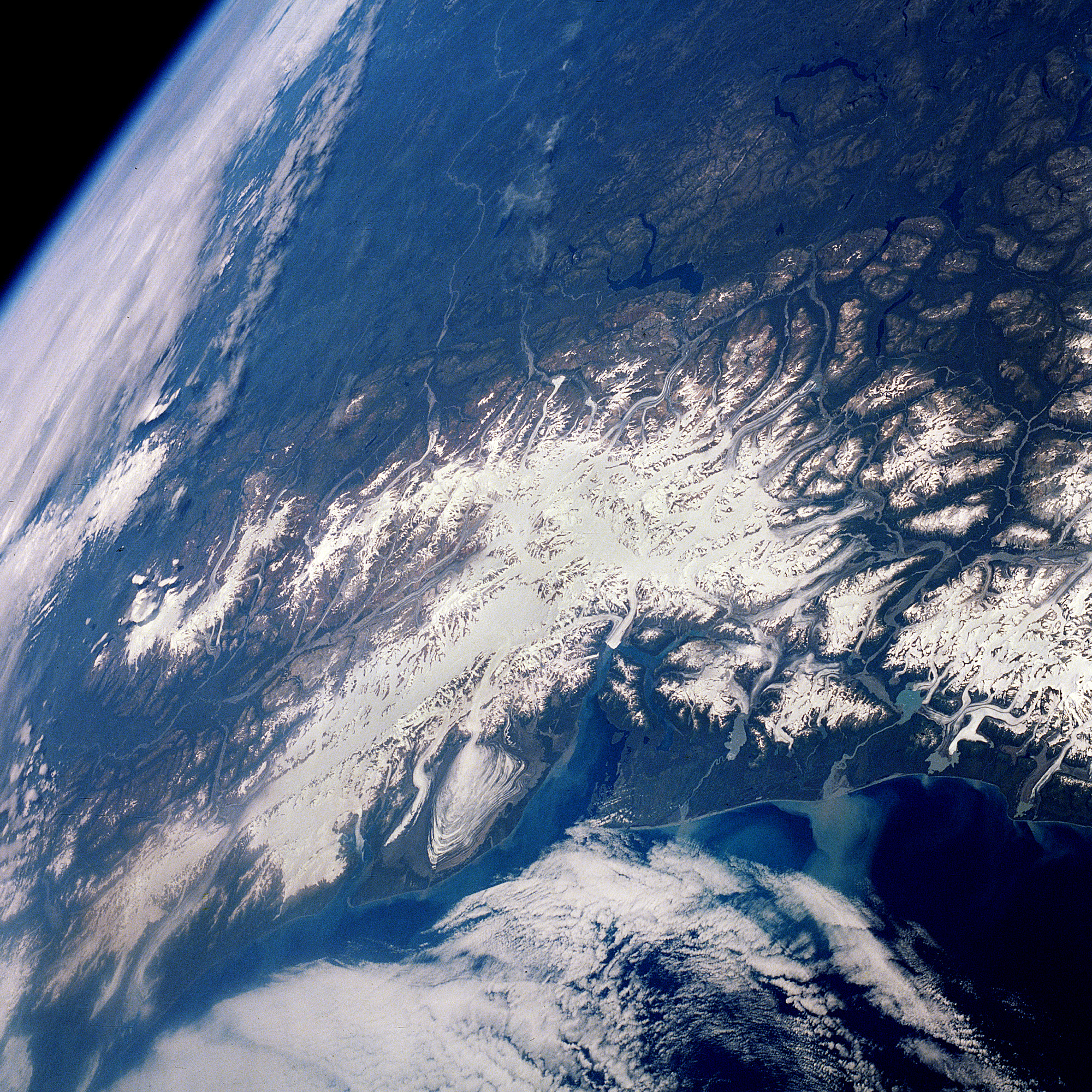
Das Malaspina-System in Alaska, aufgenommen aus dem Weltraum: ein Eisstromnetz mit Vorlandgletschern

Eisstromnetze entstehen, wenn Talgletscher eines Gebirgslandes derart anwachsen, dass sie über die (niedrigsten) Scharten der trennenden Bergketten hinwegfließen und sich so miteinander verbinden. Solche Scharten werden als Transfluenzpässe bezeichnet; sie werden häufig durch Detersion abgeschliffen und erniedrigt.
Vergletscherte Gebirge lassen sich nach dem Verhältnis der Eismassen zum Gebirgsrelief folgendermaßen klassifizieren:
- Das Gebirge kann dominieren; dann folgen die Talgletscher dem Gebirgsprofil und den zumeist fluvial vorgeprägten Tälern.
- Die Vergletscherung kann dominieren; dann überdecken die Eismassen das Gebirge vollkommen und man spricht von einer Eiskappe oder einem Eisschild.
- Dazwischen gibt es mittlere Grade der Vergletscherung, bei denen Eisstromnetze vorliegen.

Während der Glaziale gab es in den Alpen ausgedehnte Eisstromnetze, aus denen nur die höheren Gipfel als Nunatakker herausragten.
Der dem Fachausdruck Eisstromnetz entsprechende englische Terminus ist dendritic glacier („verzweigter Gletscher“). Dagegen ist der Fachausdruck Eisstrom eine wörtliche Übersetzung des englischen Terminus ice stream – bei Eisströmen in diesem Sinne handelt es sich um schnell fließende Bereiche innerhalb der Eisschilde.